# جبريل الرجوب
جبريل محمود محمد الرجوب (أبو رامي؛ من مواليد 14 مايو 1953) هو سياسي فلسطيني ورئيس كل من المجلس الأعلى للشباب والرياضة،الاتحاد الفلسطيني لكرة القدم واللجنة الأولمبية الفلسطينيةو جمعية الكشافة والمرشدات الفلسطينية.رئيس ومؤسس الأمن الوقائي في الضفة الغربية حتى عام 2002، كما كان عضوًا في المجلس الثوري لحركة فتح حتى عام 2009، وانتُخب لعضويّة اللجنة المركزية لحركة فتح في المؤتمر السادس للحركة عام 2009 فأصبحَ نائبًا لأمين سر اللجنة حتى عام 2017 قبل أن يُصبح أمين سر اللجنة المركزية للحركة في نفس العام.

## الحياة المُبكَرة
اسمهُ الكامل جبريل محمود محمد الرجوب، وُلد في بلدة دورا بالقرب من الخليل بتاريخ 14 مايو 1953 وقضى طفولته هناك. بدأَ الانخراط في الدفاع عن فلسطين مُبكرًا فاعتُقل على يدِ الشاباك في عام 1968 – وكان يبلغُ من العمر حينها 15 سنة – للاشتباه في تورطهِ في مساعدة ضباط مصريين فارين فقضى أربعة أشهر في السجن. أثناء وجوده في السجن؛ التقى مع القائد الفتحاوي أبو علي شاهين الذي أوصى بقبوله في الحركة والتي كانت سرية آنذاك. بعد إطلاق سراحه؛ انضمّ جبريل مُباشرةً إلى فتح حيثُ عمل على مساعدة مقاتلي الحركة وتسهيل تحرّكاتهم كما حاولَ تشكيل عدّة تشكيلات مُصغّرة في تلال الخليل.
في أيلول/سبتمبر 1970؛ اعتُقل الرجوب على يدِ قوات الاحتلال بعدما ألقى قُنبلةً على حافلة تابعة للجيش الإسرائيلي بالقرب من الخليل. تمّت محاكمته فأُدين بعدّة تهم منها تنفيذ الهجوم بالقنبلة فضلًا عن «الانتماء لجماعة مسلحة» فحُكم عليه بالسجن مدى الحياة مع الأشغال الشاقة. أصبحَ الرجوب شخصية بارزة بعدها حيثُ عمل على قيادةِ الإضرابات عن الطعام والاحتجاجات من داخل السجون كما درسَ اللغة العبرية على نطاق واسع فترجمَ هو وزميلٌ له كِتاب ثورة لمناحيم بيغن إلى العربية. قضى الرجوب بعض الوقت مُتنقلًا بين عديد السجون في جميع أنحاء الضفة الغربية وإسرائيل؛ حيث كانت تقومُ «السلطات الإسرائيلية» بنقل السجناء من مكانٍ إلى آخر لتعطيل تنظيمهم أو إنهاء خُططهم.
في 20 أيّار/مايو 1985؛ كان الرجوب واحدًا من 1150 سجينًا عربيًا تم إطلاق سراحهم مقابل ثلاثة رهائن إسرائيليين احتجزتهم الجبهة الشعبية لتحرير فلسطين- القيادة العامة، لكن سرعان ما أعيد اعتقاله في شهر نوفمبر/تشرين الثاني من نفس العام بعدما واصلَ نشاطهُ السلمي والمُسلّح ضد جنود الاحتلال. استُجوب هذهِ المرة قبل أن يُوضعَ في الحبس الانفرادي ثُمّ تَم نقله إلى المستشفى بعد إضرابه عن الطعام لمدة 30 يومًا، بعد شفائه عاد إلى السجن من جديد وأُفرج عنه بعد سبعة أشهر. في أيلول/سبتمبر من عام 1986 قُبض عليه للمرة الثالثة ومُجددًا بسببِ كفاحه ضد قوات الإحتلال حيثُ حكم عليهِ بالسجنِ حتى آذار/مارس 1987.

## التعليم
- حصل جبريل الرجوب على شهادة الثانوية العامة من مدرسة دورا الثانوية/ الفرع الأدبي في العام 1971 [8]
- حاصل على شهادة الدبلوم العالي في الدراسات الأمنية من كلية الأمن والدفاع الروسية عام 2004.
- حاصل على شهادة الماجستير في الدراسات الشرق أوسطية من جامعة القدس 2009.

## الإنجازات الرياضية
- شهدت كرة القدم الفلسطينية انتظاما لدوري كرة القدم لأول مرة في التاريخ
- أُعلِن في عهدِ الرجوب عن انطلاق دوري المحترفين الفلسطيني
- تنظيم أول دوري نسوي فلسطيني
- تأسيس المنتخبات الفلسطينية لكافة الفئات ووصولها إلى المنافسات القارية والدولية
- تثبيت الملعب البيتي الفلسطيني واستضافة العديد من البطولات في فلسطين
- حصل الاتحاد الفلسطيني في عام 2009 على جائزة أفضل اتحاد وطني ناشئ من الاتحاد الدولي لكرة القدم
- حاز الرجوب على جائزة الهرم الذهبي لأفضل شخصية رياضية للعام 2011
- حاز الرجوب على جائزة بلدية روما السنوية لدوره في تطوير الحركة الرياضية عام 2011
- حاز على جائزة جون بأول للعطاء المتميز عام 2012
- حصل الرجوب في عام 2013 على جائزة محمد بن راشد للابداع الرياضي.

## النشاط السياسي
استمرّ الرجوب في العمل مع حركة فتح في الضفة الغربية؛ ثمّ اعتُقل بسبب أنشطته هذه خلال الانتفاضة الأولى في كانون الأول/ديسمبر 1987 فرُحّل إلى لبنان في كانون الثاني/يناير 1988. انتقلَ جبريل في وقتٍ لاحقٍ إلى العاصِمة تونس حيث عمل من هناك مستشارًا لنائب زعيم فتح خليل الوزير. بعدَ إغتيال هذا الأخير على يدِ المخابرات الإسرائيلية، أصبح الرجوب من بينِ المُقرّبين لياسر عرفات ويُقال أنه كان وراء عمليّة 1992 لاغتيال أرئيل شارون.
بحلول عام 1994 سُمح للرجوب بالعودة إلى الضفة الغربية بعد توقيع اتفاقيات أوسلو. شغل حينها منصبَ رئيس الأمن الوقائي حتى عام 2002 وعيّنهُ ياسر عرفات مستشارًا للأمن القومي في عام 2003 خلال فترة ولايته. اتُهم باستخدام القوة في قمع المعارضة ومضايقة المعارضين السياسيين لعرفات وللسلطة الوطنية كما انتقد في تلك الفترة النفوذ المتزايد «للأصولية الدينية» في المدارس الفلسطينيّة وشنّ حملة كبيرة على حركتي حماس والجهاد الإسلامي.
يشغلُ الرجوب منذ عام 2008 منصب رئيس الاتحاد الفلسطيني لكرة القدم، وهو أيضًا رئيس المجلس الأعلى للشباب والرياضة، ورئيس اللجنة الأولمبية الفلسطينية ورئيس جمعية الكشافة والمرشدات الفلسطينية. حصل جبريل على جائزة محمد بن راشد آل مكتوم في فئة الإبداع الإداري الرياضي في عام 2013. في مقابلة بُثت على تلفزيون السلطة الفلسطينية في 23 أيلول/سبتمبر 2011 – كرد فعل على خطاب ألقاه الرئيس الأمريكي باراك أوباما في الأمم المتحدة بشأن استقلال فلسطين – انتقدَ الرجوب بشدة أوباما قائلاً: «إن خطاب أوباما كان مغفلًا. إنه لم يعكس حتى السياسة الأمريكية أو العقيدة التي استخدموها في الماضي. بدا الأمر وكأنه خطاب لزعيم طلبة في جامعة بدلاً من خطاب زعيم دولة عظمى.»
في حزيران/يونيو 2012 وبصفته رئيسًا للجنة الأولمبية الفلسطينية دعا الرجوب إلى الوقوف دقيقة صمت لتذكر 11 رياضيًا إسرائيليًا قُتلوا في الألعاب الأولمبية الصيفيّة على يدِ مقاومين فلسطينيين في عام 1972. بحلول آب/أغسطس 2018؛ غُرّم الرجوب بمبلغ 20,000 فرنك سويسري (ما يُعادل 20,333 دولارًا أمريكيًا) كما تم حظره من حضور مباريات الفيفا لمدة عام بدعوى «التحريض على الكراهية والعُنف» عندَ الإعلان عن مباراة كانت مرتقبة بين منتخبي الأرجنتين واسرائيل، حيث كانت المباراة ستقام على ملعب «تيدي» في القدس وهو الملعب الذي تم تشييده على أنقاض مقبرة عربية.

## انتقادات

### اتهامات بالتعذيب
اتُهم أثناء قيادته لجهاز الأمن الوقائي بممارسة التعذيب ضدّ معارضي أوسلو في ذلك الوقت وبشكلٍ خاص ضد المُقاومين في حركتي حماس والجهاد الإسلامي. اتُهم جهاز الأمن الوقائي – في ظلّ قيادته – أيضًا بكبح جماح الفصائل الفلسطينية التي كانت تُسيطر على الشارع الفلسطيني والتي حاولت فرض قوانينها الخاصة مُفضلًا اتفاقات أوسلو التي حدّت نوعًا ما من المقاومة الفلسطينية وطبّعت بشكلٍ مباشر مع الاحتلال عبرَ التنسيق مع الأجهزة الأمنية الإسرائيلية.

رسم فني لمحيي الدين الشريف

أثار مقتل القيادي في كتائب الشهيد عز الدين القسام محيي الدين الشريف في 29 آذار/مارس من عام 1998 في بلدية بيتونيا في مدينة رام الله جدلًا كبيرًا، حيثُ خلصت حركة حماس بعد تحقيقاتها على أنّ محيي الدين الشريف وقع قبل مقتله بمدة وجيزة أسيرًا في قبضة جهاز الأمن الوقائي التابع للسلطة الفلسطينية الذي يرأسه جبريل الرجوب حيثُ تعرّض لتعذيب شديد – كما تقولُ حماس – ليُفارق الحياة ما اضطر جهاز الأمن الوقائي إلى فبركة عملية انفجار السيارة، فيما تروي حركة فتح رواية مُختلفة حيثُ قال القيادي الفتحاوي الطيب عبد الرحيم أن جثة محيي الدين قد وُجدت في السيارة التي انفجرت متهمًا حماس بتفجيرها – مع أنّ محيي الدين كان من أبناء الحركة – بل اتهمَ نبيل أبو ردينة مستشار رئيس السلطة ياسر عرفات ستين شخصًا من حماس من بينهم عبد العزيز الرنتيسي بالوقوفِ وراء العمليّة.

### اتهامات بالعمَالة
اتهمت حركة المقاومة الإسلامية (حماس) جبريل الرجوب بأنه قام بتسليم المعتقلين من كتائب القسام في سجن مقر الأمن الوقائي المُحاصَر في بيتونيا للإسرائيليين وذلك في أوائل شهر نيسان/أبريل من عام 2002 كما اتهمتهُ أثناء قيادته لجهاز الأمن الوقائي بتعذيب المقاومين الفلسطينيين وتسليمهم للإسرائيليين. في السياق ذاته؛ قالَ القيادي بكتائب القسام سليم حجة – وهو أحد الذين يتهمُ جبريل الرجوب بتسليمهِ للجيش الإسرائيلي – أنه اعتُقل على يدِ جهاز الأمن الوقائي ونُقل بالتنسيق مع سلطات الاحتلال إلى سجن بيتونيا بعدما كان قد جُرّد هو وآخرين من أسلحتهم لحظات قُبيل اعتقالهم.

## المؤلفات
- «جبريل الرجوب – بلا مواربة» [8]
- كتاب نفحة- 35 عاما على معركة الأمعاء الخاوية.[22]
- كتاب زنزانة 704 حول الحركة الأسيرة والاضراب في سجن الجنيد.[23]
- العديد من الدراسات الأمنية والدراسات حول الصراع العربي الإسرائيلي.

## الآراء
- في مقابلة مع القناة الخامسة الإسرائيلية عام 2012 أشارَ الرجوب «أنّه من الأفضل للقضية الفلسطينية أن يرى العالم الفلسطينييون بالشورتات وليس وهم ملثمين؛ فالهدف هو سياسي وليس رياضي[24]» ثمّ واصل: «من الأفضل أن يروا صباينا بالشورتات وليس بالحجاب.[25]» أثارت تصريحات الرجوب هذه غضبًا وضجّة في الوسط الفلسطيني حيثُ انتشرَ الفيديو على شبكات التواصل الاجتماعي وانتقدهُ البعض على تصريحاته تلك.[26][27]
- قال الرجوب في بداية عام 2019 خِلال المناوشات بين إسرائيل من جهة وحركة حماس من جهة أخرى: «إن الصواريخ التي تُطلقها فصائل المقاومة على إسرائيل تؤذي الفلسطينيين أكثر من الإسرائيليين» مُضيفًا «إنّ حركة حماس لا تستطيع المزايدة علينا في مجال المقاومة ... الخلافات معها ستنتهي إذا قالت أنا فلسطيني أنتهج المقاومة الشعبية وأؤيد قيام دولة على حدود 1967.[28]»
- نقلت بعض المواقع الإخباريّة عن القناة الثانية الإسرائيلية تصريحات نُسبت للرجوب زُعم فيها تشديدهُ على قدسية حائط البراق عند اليهود ووجوب خضوعه للسيادة الإسرائيلية.[29] أثار الموضوع من جديدٍ ضجة كبيرة لكنّ الرجوب عاد بنفسه لينفي ما نُقل عنه مؤكدًا أنه لم يُصرّح بشأنِ السيادة الإسرائيلية على الحائط أبدًا.[30]

## وصلات خارجية
- جبريل الرجوب على موقع مونزينجر (الألمانية)
- الموقع الرسمي

قالب:مجلس الشباب العربي